# Takayama
Takayama (jap. 高山市, -shi) ist eine japanische Stadt in der Präfektur Gifu auf der Hauptinsel Honshū.

## Geographie
Die  Stadt, meist Hida-no-Takayama (飛騨高山) genannt, ist das Zentrum der Hida-Region, welche die nahe gelegenen Japanischen Alpen umfasst, und liegt am Ufer des Miyagawa in einem Talkessel auf 573 m Höhe.
Durch Eingemeindungen in den letzten Jahren ist Takayama mit einer Fläche von 2.179,67 km² die flächenmäßig größte Gemeinde Japans. Partnerstädte sind Denver und Matsumoto.

## Geschichte
Geschichtliche Zeugnisse gibt es bis zurück ins 7. Jahrhundert. Im 16. und 17. Jahrhundert regierten die  Kanamori von hier aus das Han Takayama in der Provinz Hida. 1692 wurden die Kanamomori nach Kaminoyama in Dewa (heute Präfektur Yamagata) versetzt. 1695 wurde die Burg auf dem Shiroyama abgerissen, die Stadt kam unter die direkte Verwaltung durch das Shogunat. Aus dieser Zeit stammen viele charakteristische Gebäude, insbesondere das Takayama Jin’ya, der von einer Mauer umgebene Verwaltungssitz in der Stadt, die am besten erhaltene Anlage dieser Art in Japan. 1937 erhielt Takayama den Status einer Stadt.

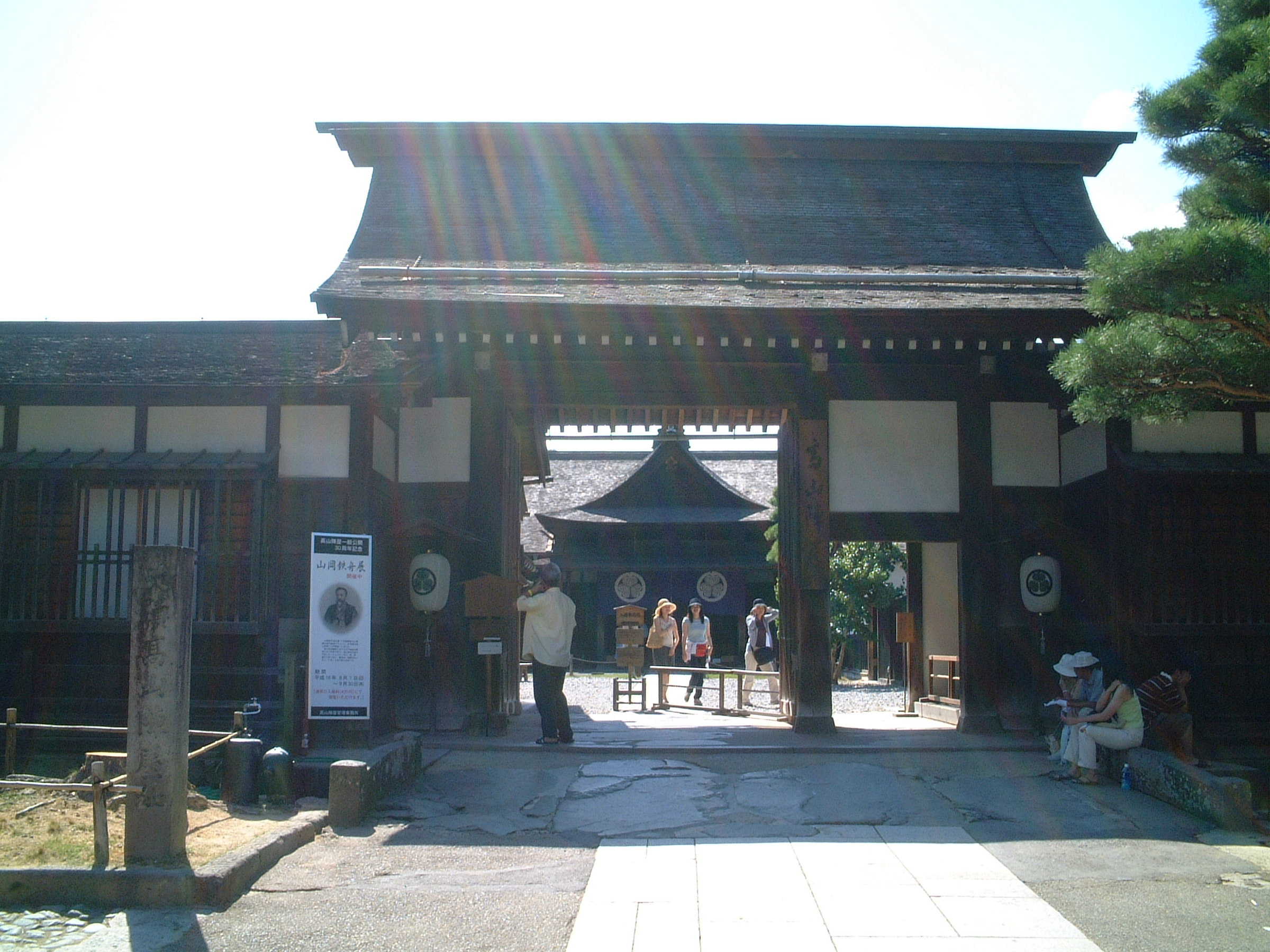
Takayama Jin’ya

## Sehenswürdigkeiten
Touristische Attraktionen sind die Gebäude aus der Edo-Zeit (daher auch der Beiname „Klein-Kyōto“), die Altstadt mit traditionellem Handwerk, Geschäften und Gasthäusern, sowie das nahe gelegene Hida-Museumsdorf (飛驒の里 Hida no sato). Im April und Oktober findet das Takayama-Fest mit traditionellen Umzugswagen statt, eines der wichtigsten Feste dieser Art in Japan. Bedeutende Kunstmuseen sind das Hikaru Memorial Museum und das Hida-Takayama Museum of Art mit einer Jugendstilsammlung.
Das Dorf Ogimachi in Shirakawa-gō wurde 1995 für die einzigartige Bauweise der Häuser zum Weltkulturerbe ernannt.

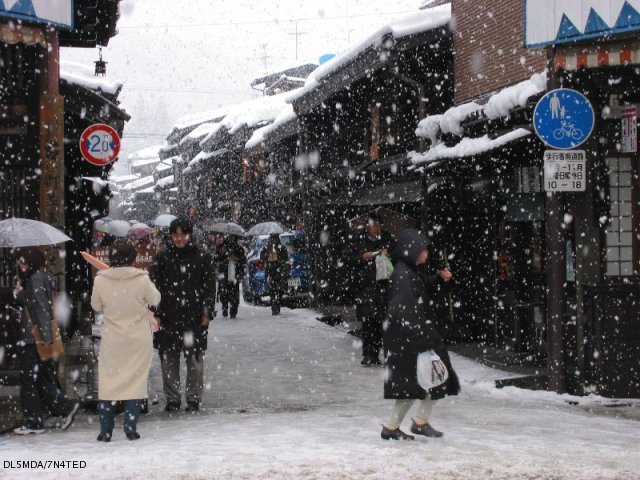
Takayama, April 2003
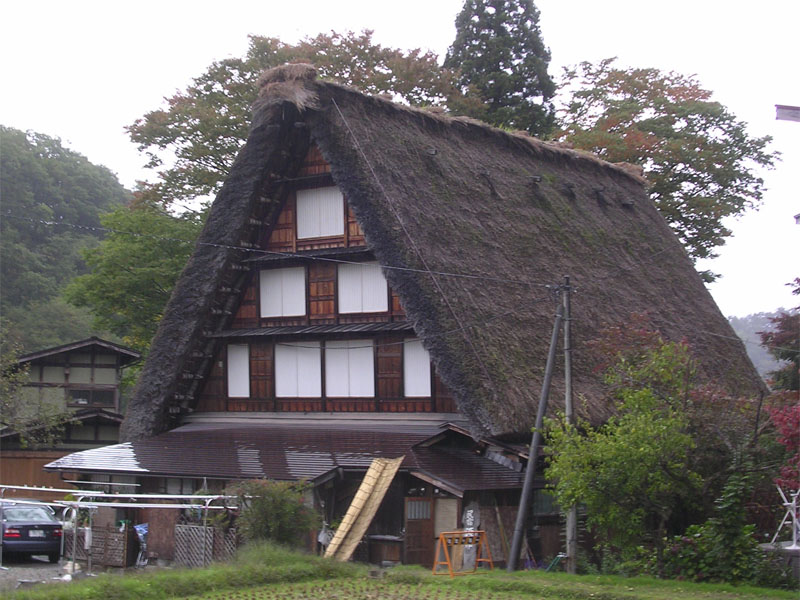
Haus in Ogimachi
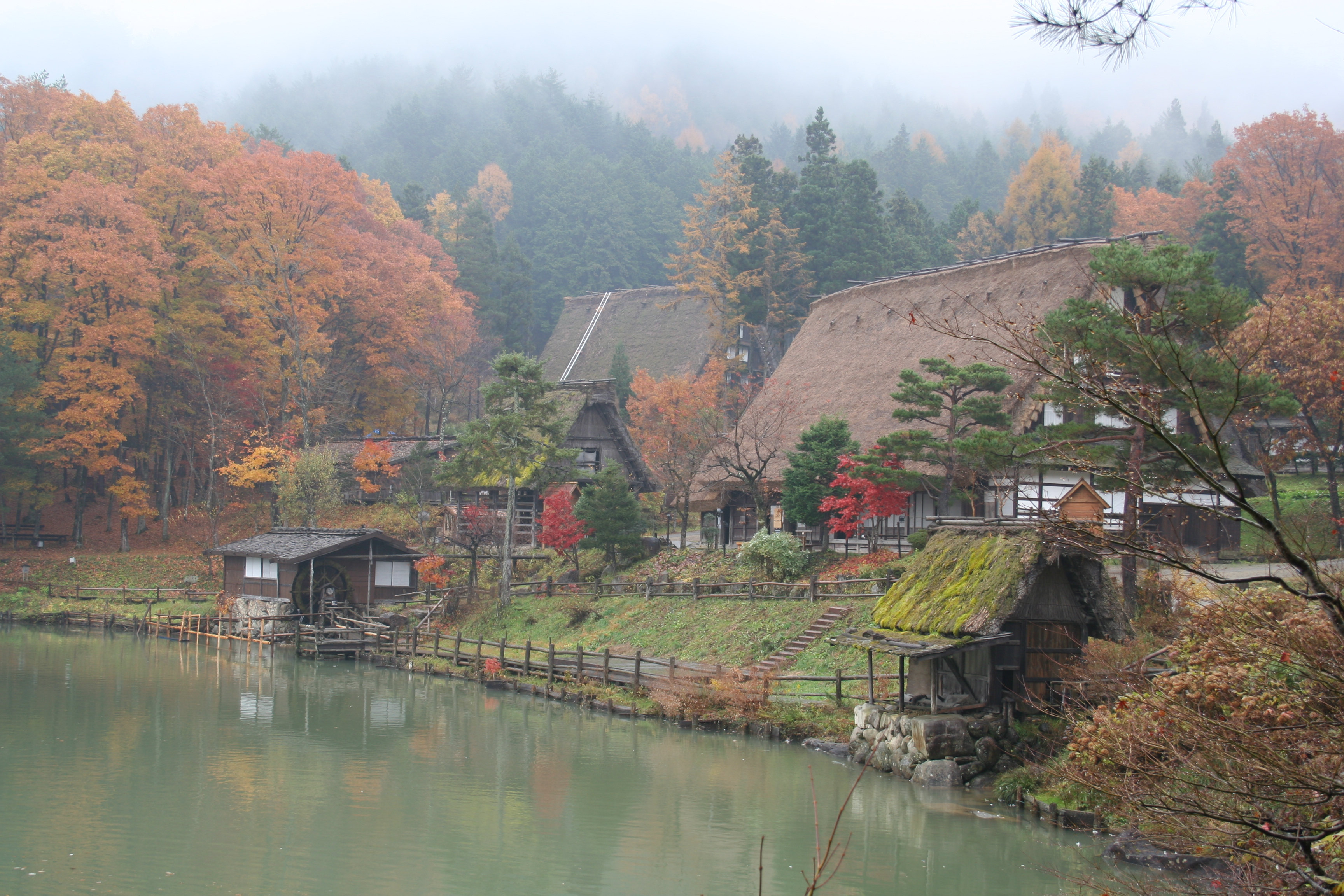
Herbststimmung im Museumsdorf Hida-Takayama
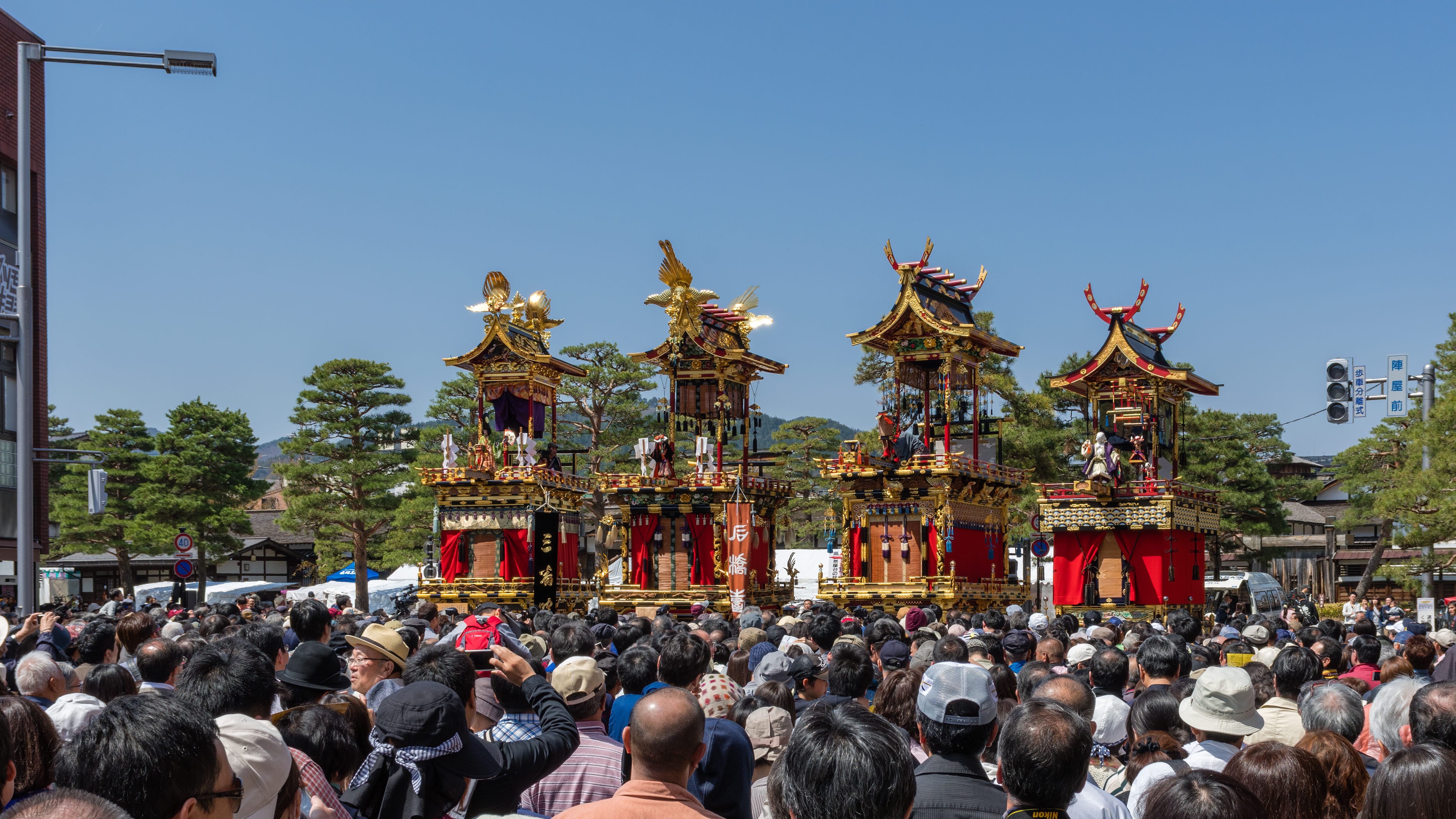
Präsentation von Festwagen während des Takayama-Fests
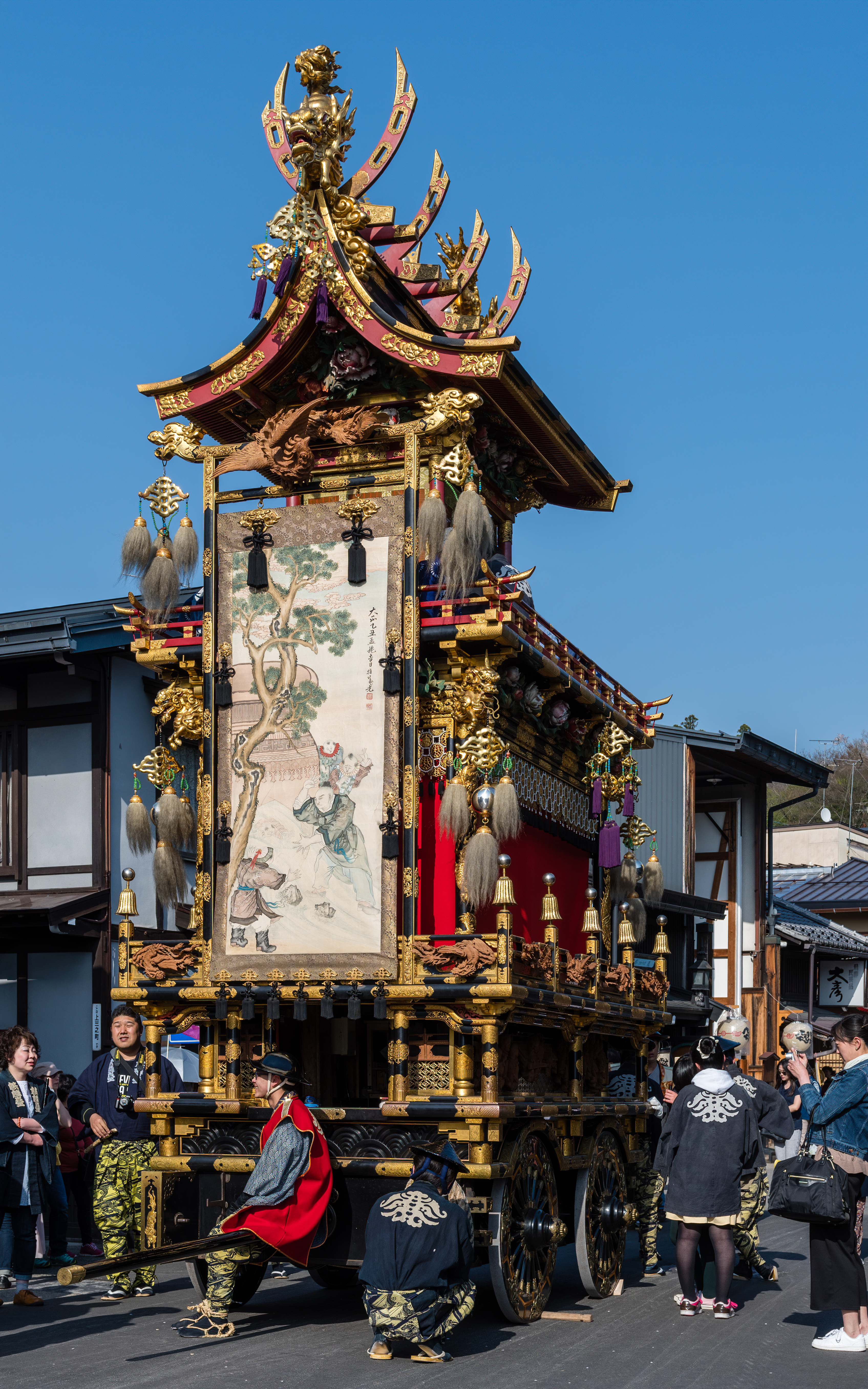
Festwagen während einer Parade
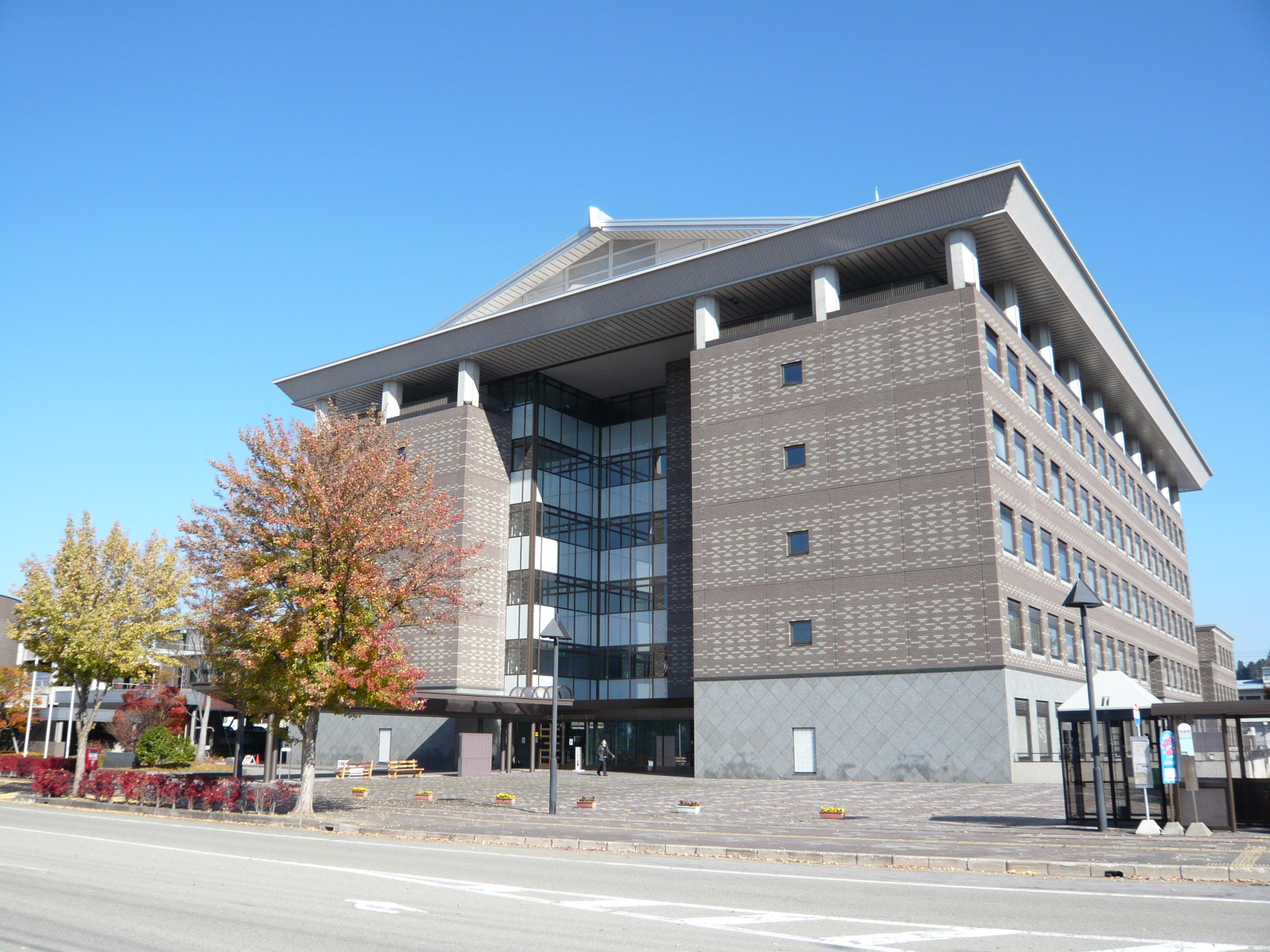
Rathaus von Takayama

## Verkehr
Takayama ist über die Tōkai-Hokuriku-Autobahn, die Nationalstraße 41 zwischen Nagoya und Toyama sowie über die Nationalstraßen 156, 158, 257 und 361 erreichbar. Der Bahnhof Takayama ist ein wichtiger Schnellzughalt an der Takayama-Hauptlinie von Gifu nach Toyama.

## Wirtschaft
Neben dem Tourismus sind die wichtigsten Erwerbszweige die Holzverarbeitung, besonders die Holzschnitzkunst, und der Maschinenbau.

## Angrenzende Städte und Gemeinden
- Präfektur Gifu
  - Gero
  - Hida
  - Gujo
  - Shirakawa
- Präfektur Nagano
  - Ōmachi
  - Matsumoto
  - Kiso
- Präfektur Toyama
  - Toyama
- Präfektur Ishikawa
  - Hakusan
- Präfektur Fukui
  - Ōno

## Persönlichkeiten
- Ryōto Higa (* 1990), Fußballspieler